# José Manuel Estrada
José Manuel Estrada (né le 13 juillet 1842 à Buenos Aires, mort le 17 septembre 1894 à Asuncion) est un philosophe, enseignant et homme politique argentin.

## Biographie
Il est membre de la Chambre des députés d'Argentine.

## Publications
- El génesis de nuestra raza (1861)
- El catolicismo y la democracia (1862)
- Ensayo histórico sobre la revolución de los comuneros del Paraguay en el siglo XVIII (1865)
- Lecciones sobre la Historia de la República Argentina

### Sources
- (es) Cet article est partiellement ou en totalité issu de l’article de Wikipédia en espagnol intitulé « José Manuel Estrada » (voir la liste des auteurs).